# Vasconcellea candicans
Vasconcellea candicans är en tvåhjärtbladig växtart som först beskrevs av Asa Gray, och fick sitt nu gällande namn av A. Dc. Vasconcellea candicans ingår i släktet Vasconcellea och familjen Caricaceae. Inga underarter finns listade i Catalogue of Life.